# Яремчанський зоопарк
Яремчанський міні-зоопарк — вольєрне господарство Карпатського національного парку. Розташоване в місті Яремче (Івано-Франківська область).

## Особливості
Особливістю Яремчанського вольєрного господарства є відсутність зоопаркових умов. Представники карпатської фауни утримуються в напіввільних умовах.

## Історичні відомості
Створений в 1992 році з ініціативи тодішнього директора Побережника Й. Й. з метою збереження та розмноження диких тварин Карпатського національного природного парку. Одна з важливих сторін діяльності господарства — утримування диких тварин для демонстрації їх міському населенню і просвітницька діяльність з охорони природи та тваринного світу. Головним завданням функціонування вольєрного господарства є створення для тварин природних умов їхнього існування. У 2013 році, згідно договору про спільну рекреаційну діяльність між Карпатським Національним Природним Парком та Сімейним курортом «Ведмежа гора» було побудовано та передано на баланс КНПП вол'єри для птахів, облаштовано озеро з дикими водоплаваючими птахами та рекреаційну зону для відпочинку гостей національного парку. У 2016 році в межах вол'єрного господарства силами КНПП на чолі з директором Слободяном В. Я. та Сімейним курортом «Ведмежа гора» було зреалізовано екологічний босоногий маршрут «Ведмежа стежка».

## Територія
Площа вольєрного господарства становить 5,3 га та розділена на 6 секцій. На території функціонує реабілітаційний центр для диких тварин та птахів. Вольєрне господарство оформлене інформаційними стендами та малими архітектурними формами, можлива послуга екскурсовода й ознайомлення з довідковими матеріалами, також під наглядом працівників тварин можна годувати. Розташоване в районі густої сітки невеликих річок: Жонка, Багрівець, Прут. На відстані 2200 м від вольєрного господарства знаходиться водоспад «Дівочі сльози». Безпосередньо біля стежки розташований сімейний курорт «Ведмежа гора», ресторан, стоянка для автомобілів гостей, облаштована зона відпочинку «Жонка».

## Колекція видів

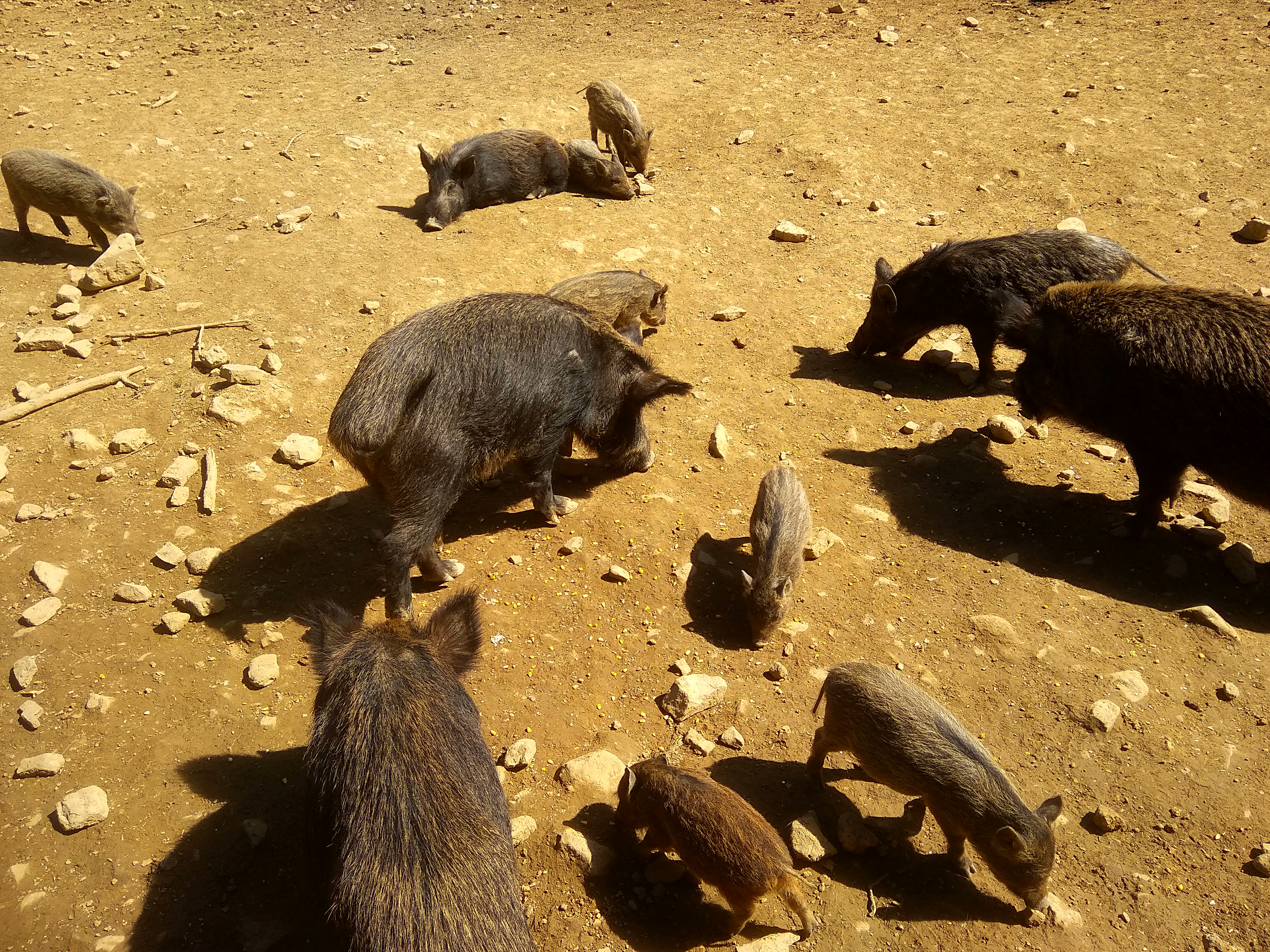
Вепри

На території міні-зоопарку наразі проживають такі тварини:
- олень благородний (перші мешканці зоопарку та гордість господарства, оскільки його популяція в теренах України збереглась тільки в Карпатах. У природних умовах їх вік становить 12-15 років, в неволі олені можуть дожити до 30 років);
- вепр;
- кріль європейський;
- лисиця звичайна;
- сарна європейська;
- павич звичайний;
- фазан (срібний, золотий та мисливський);
- білі лебеді;
- дикі качки;
- павиний голуб (кучерявий, кар'єр);